# Данцизький хрест

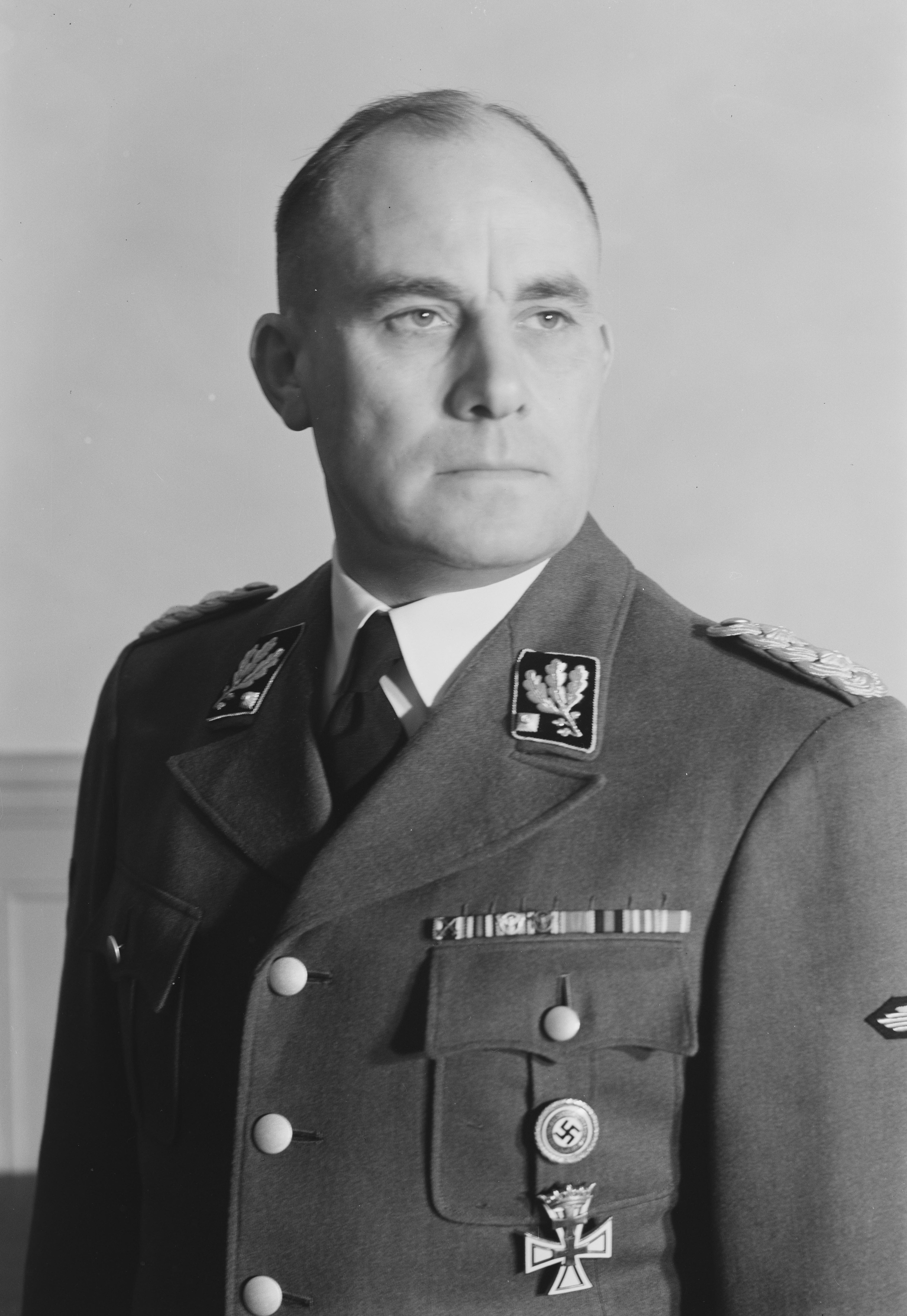
Обергрупенфюрер СС та генерал поліції Вільгельм Редіс. На однострої нижче Золотого партійний знаку розміщений Данцизький хрест

Данцизький хрест (нім. Danziger Kreuz) — нацистський пам'ятний знак вільного міста Данциг.
Данцигський хрест було започатковано 31 серпня 1939 року гауляйтером Данцига Альбертом Форстером. Хрест мав 2 класи. Цим знаком нагороджувались ті, хто зробив істотний внесок до розвитку НСДАП у вільному місті.
Було вручено 88 хрестів першого класу і 253 другого. Більшість з них було вручено на церемонії 24 жовтня 1939 року.

## Дизайн
За формою знак являє собою тамплієрський хрест (різновид мальтійського хреста) з гербом вільного міста Данциг — двома хрестами (менших розмірів), розташованими один над одним, з короною вгорі. Зворотний бік — чистий. Виготовлявся з бронзи, укривався позолотою та білою емаллю.
Хрест другого класу прикріплявся до червоно-жовтої стрічки, першого класу — на шпильці.
Дизайн хреста було створено Бенно фон Арентом.

## Список нагороджених[1][2]

### Данцизький хрест 1-го класу
- Людольф фон Альвенслебен
- Бенно фон Арент
- Еріх фон дем Бах
- Герман Герінг
- Рейнгард Гейдріх
- Йоахим фон Ріббентроп
- Макс Зімон
- Фріц Тодт
- Альберт Форстер
- Франц Ксавер Шварц

### Данцизький хрест 2-го класу
- Ганс Баур
- Курт Далюге
- Артур Зейсс-Інкварт
- Леонардо Конті
- Вернер Лоренц
- Юліус Шауб